# Pierre Imbert Drevet
Pour les articles homonymes, voir Drevet.
Pierre Imbert Drevet, né le 22 juin 1697 à Paris où il est mort le 27 avril 1739, est un graveur français, deuxième d'une famille d'illustres graveurs.

## Biographie
Fils du graveur Pierre Drevet, il montre pour la gravure et le dessin un talent précoce, qui a fait l'admiration de tous les graveurs et historiens de l'art, à commencer par son contemporain Pierre-Jean Mariette :

« Il a débuté dans des ouvrages de maistre, si accomplis dans toutes leurs parties, que l'on n'y peut rien désirer, et qui luy auroit peut-être été difficile à lui-même de rien faire de plus parfait dans la suite. Son burin est d'une couleur extrêmement douce et brillante, et l'on ne peut regarder sans étonnement les recherches dans lesquelles il est entré, et avec quelle légèreté, quelle précision, il a exécuté chaque objet selon le caractère qui lui convenoit. Peu de graveurs eussent osé entreprendre un travail aussi épineux ; c'est qu'il en est peu qui ayent assez de dextérité, de patience et d'amour pour le travail. »

« On a de lui, renchérit Claude-Henri Watelet, une estampe qu'il a gravée à l'âge de treize ans, et qui, dans bien des parties, peut faire le désespoir des graveurs consommés. » Entre 1719 et 1721, il réalise ses deux premières œuvres majeures, Rebecca recevant les présents d'Éliézer d'après Charles Antoine Coypel et La Présentation de l'enfant Jésus au temple d'après Louis de Boullongne. Il réalise ensuite à l'âge de vingt-six ans la gravure que l'on considère comme son chef-d'œuvre, un portrait de Bossuet d'après Hyacinthe Rigaud. En 1724, il est agréé par l'Académie royale de peinture et de sculpture et nommé graveur du roi. Louis XIV attribue en outre aux Drevet un logement et un atelier dans le palais du Louvre. Mais alors que le père et le fils travaillent côte à côte, ou parfois ensemble sur la même gravure, la santé de Pierre Imbert se dégrade brusquement.

« C'est vers 1726, rapporte son contemporain Hulst, que Pierre-Imbert Drevet commença à être atteint d'accidents cérébraux très intenses mais intermittents, puisqu'ils lui permirent, dans les intervalles de la maladie, de continuer à graver. Pour le portrait du Cardinal de Fleury, par exemple, qui date de 1730, Van Hulst rapporte que les deux graveurs y ont travaillé, mais surtout le père, « la démence du fils étant très forte alors ». »

C'est aussi à cette époque qu'il produit deux de ses gravures les plus remarquables, un portrait du financier Samuel Bernard d'après Rigaud et un portrait de la comédienne Adrienne Lecouvreur jouant Cornélie dans La Mort de Pompée de Pierre Corneille, d'après Coypel. L'œuvre de Drevet compte au total 35 gravures, parmi lesquelles 21 portraits, lorsqu'il meurt de ses troubles cérébraux à l'âge de 41 ans.

## Le portrait de Bossuet

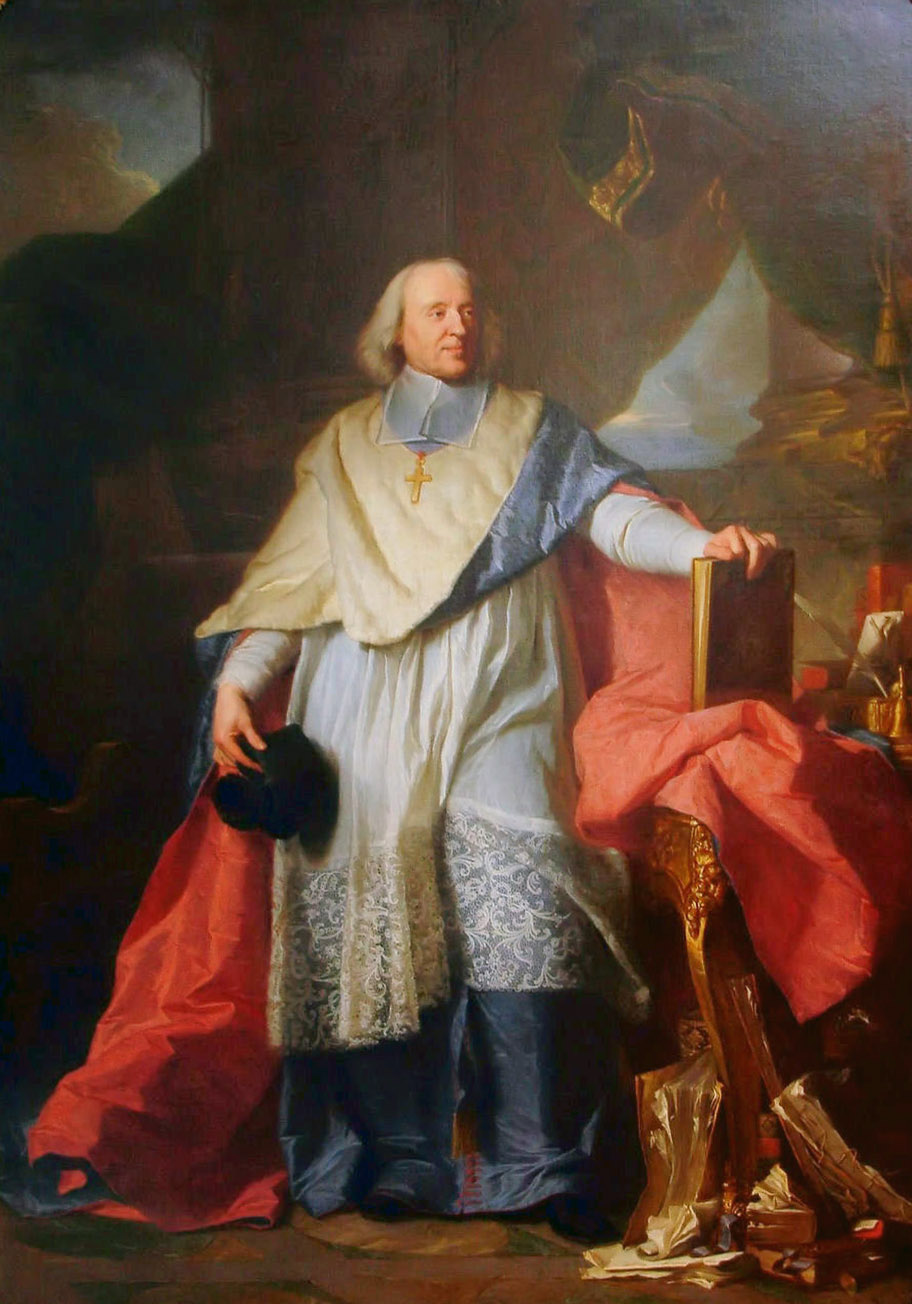
La peinture de Rigaud (1702).
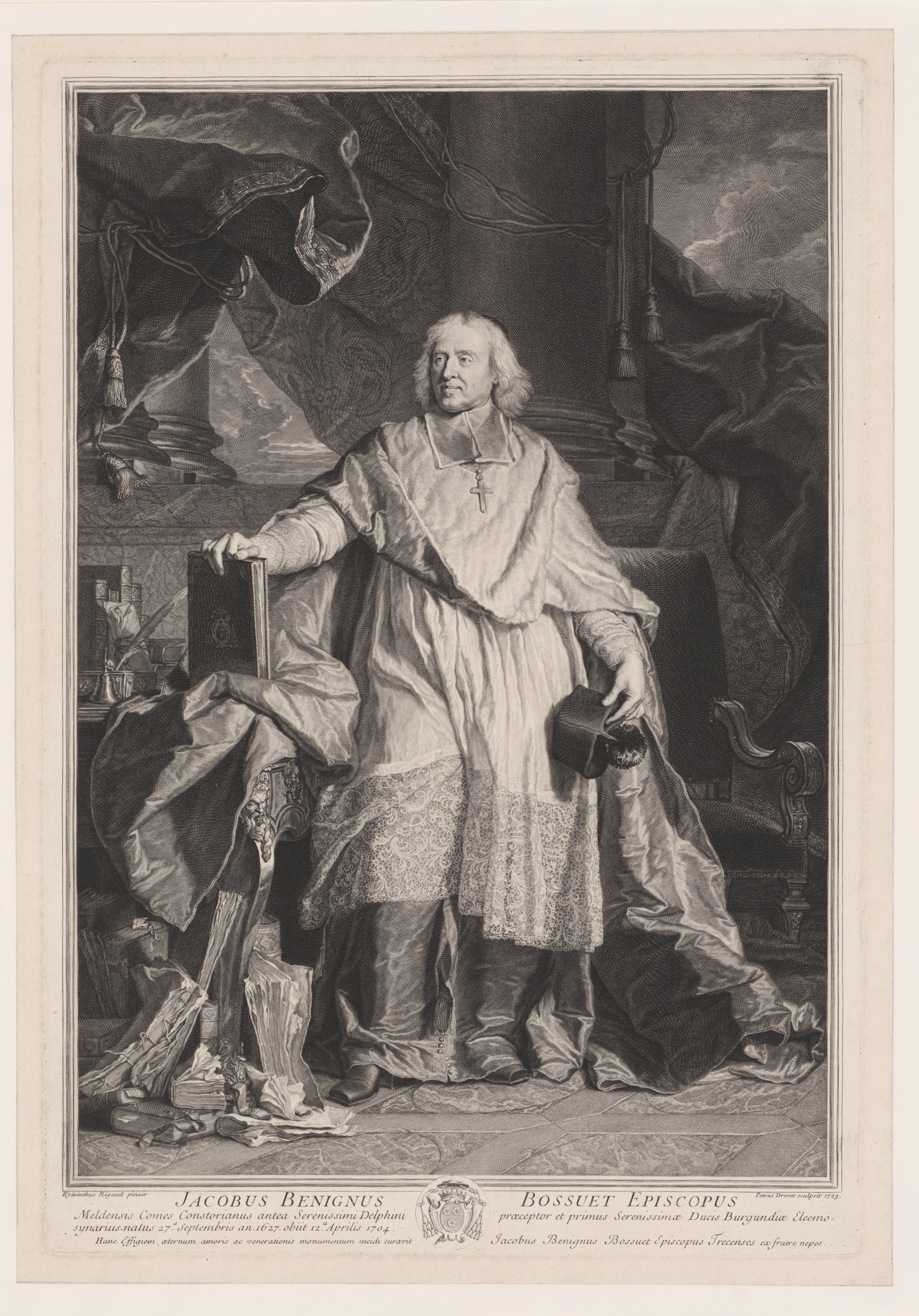
La gravure de Drevet (1723).

Claude-Henri Watelet commente ainsi la gravure de Drevet en 1788 :

« On peut, sans doute, graver plus fièrement, plus librement que lui ; on peut même dans le portrait, introduire des travaux plus pittoresques, et se distinguer par une touche plus hardie ; mais peut-être ne sera-t-il jamais surpassé dans la gravure finie et précieuse. Il est impossible de revoir sans étonnement son fameux portrait de Bossuet qu'il fit à l'âge de vingt-six ans. On voit, dans cette estampe, des cheveux blancs, des chairs, de l'hermine, du linon, des dentelles, de la moire, du velours, des franges d'or, du bois travaillé par l'art des ébénistes, des bronzes, du marbre, du papier, etc. ; chacun de ces objets est gravé d'un caractère différent, et ce caractère est celui qui lui est propre. »

Cette analyse de Watelet est corroborée au XXIe siècle par celle d'une spécialiste des Drevet, Gilberte Levallois-Clavel, qui écrit :

« De ce magnifique tableau, rien n’échappe au graveur. Désirant sans doute égaler la qualité du Portrait de Louis XIV en tenue d’apparat, gravé par son père, il la dépasse amplement pour offrir un chef-d’œuvre de gravure encore jamais égalé. Pierre-Imbert a respecté la profondeur de champ, la délicatesse des plissés, le moelleux de la fourrure et de la soie, sans qu’à aucun moment son burin ne détruise l’effet de présence voulu par Rigaud et sans que l’expression du prélat n’en souffre. Outre l’œuvre de reproduction accomplie qu’elle représente, cette gravure incarne pour les contemporains, l’œuvre d’un créateur qui, outrepassant les fondements techniques de la gravure au burin qu’il a entièrement assimilés, laisse, pour conduire son burin, libre cours à son intelligence, on peut même dire à son génie, introduisant ainsi une œuvre innovante. »

## Le portrait d'Adrienne Lecouvreur

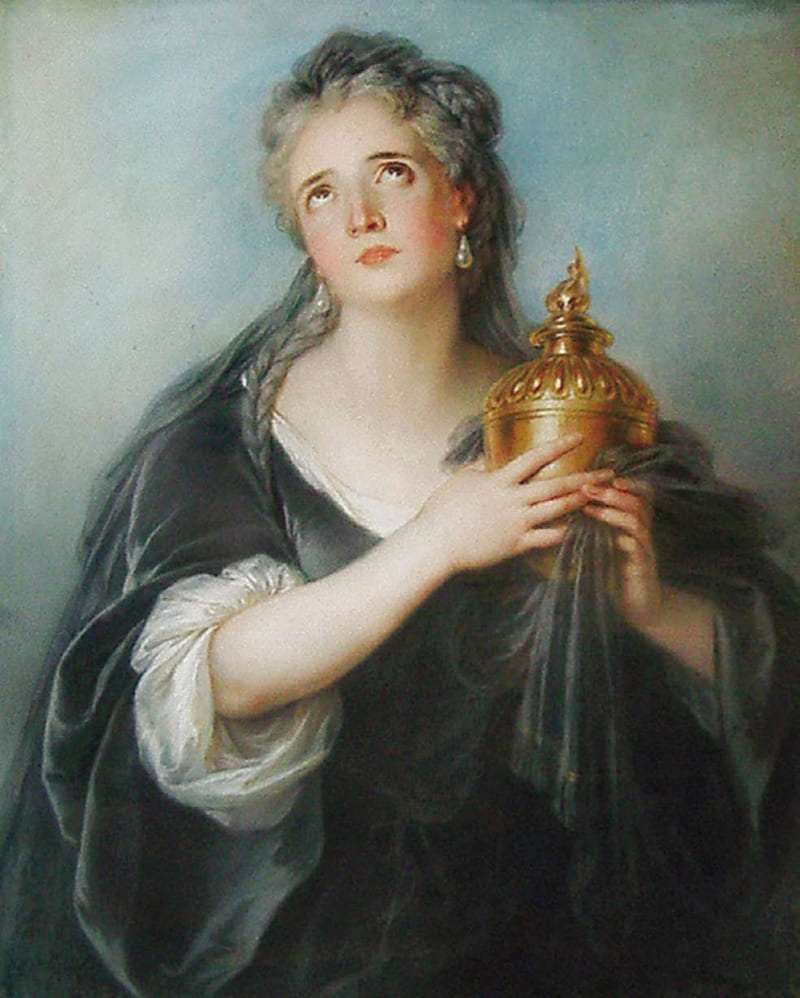
La peinture de Coypel (1726).
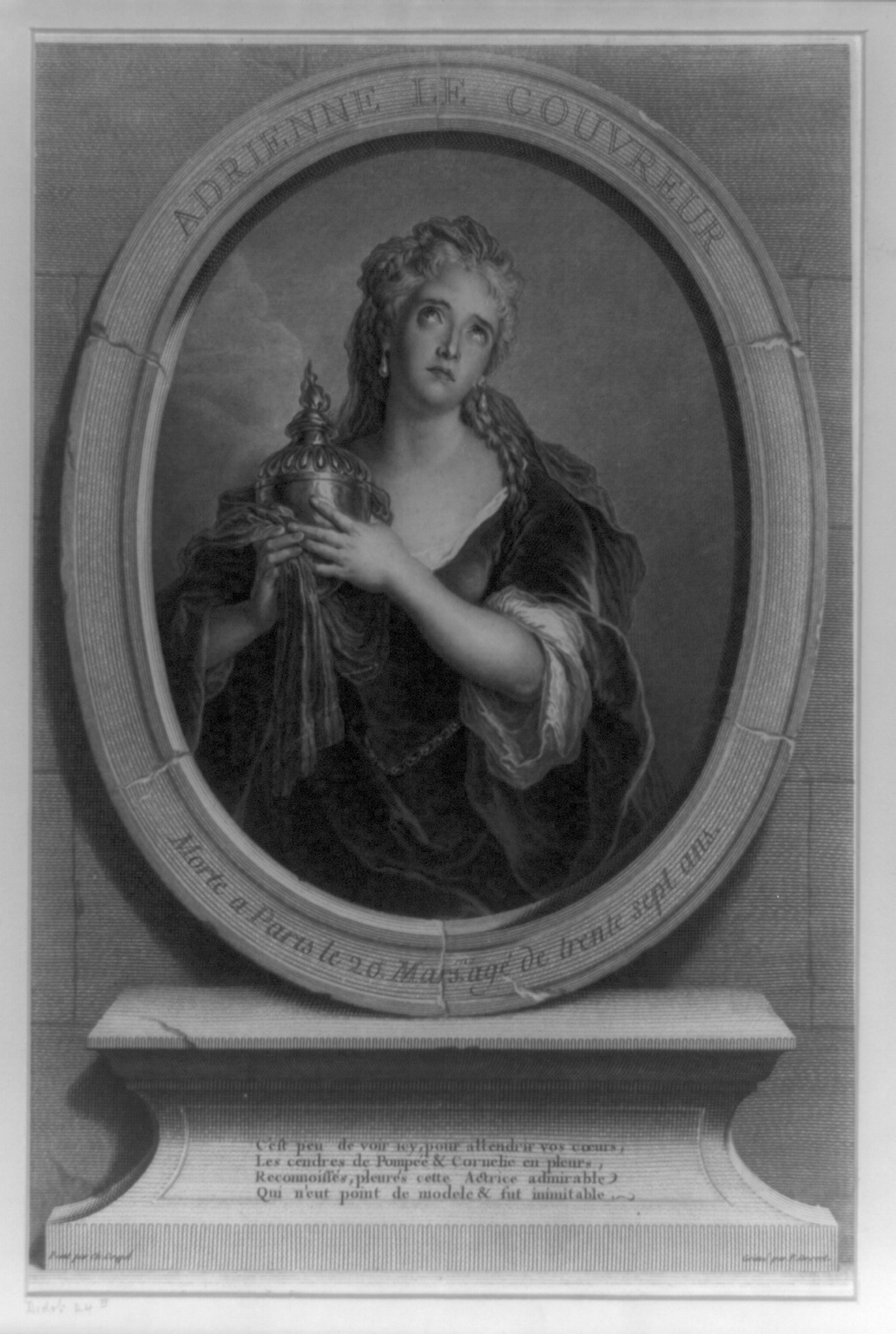
La gravure de Drevet (v. 1730).

Ambroise Firmin-Didot compare ainsi les œuvres du graveur et du peintre en 1876 :

« Après le portrait de Bossuet, Drevet apporta le plus de soin à celui d'Adrienne Lecouvreur. Autant le premier est majestueux et sévère, autant celui-ci brille par la grâce touchante et vaporeuse, le modelé des chairs et la vérité idéalisée de l'expression ; le graveur, par l'emploi savant de la lumière, a donné à son œuvre un coloris saisissant, et y a peut-être dépassé le peintre. »

Gilberte Levallois-Clavel écrit en 2005 :

« L’effusion et la douleur interprétées par la comédienne et dépeintes par Coypel, apparentent l’œuvre à un portrait religieux, et peuvent nous paraître désuètes. Cependant le tableau et surtout la gravure ont eu un immense succès à cette époque. »

## Principales gravures
Les principales gravures réalisées par Pierre Imbert sont les suivantes :
- Présentation de l'Enfant Jésus au temple d'après Louis de Boullogne
- Adan et Eve d'après Charles Antoine Coypel[8]
- Adrienne Lecouvreur d'après Charles Antoine Coypel[9]
- Le cardinal François de Mailly d'après Charles André van Loo
- Charles Jérôme de Cisternay du Fay, capitaine aux gardes françaises d'après Hyacinthe Rigaud
- Claude Leblanc, ministre et secrétaire d'État de la guerre d'après Adrien Le Prieur
- Dom Denis de Sainte-Marthe, Supérieur Général de la Congrégation de Saint-Maur, d'après Pierre-Jacques Cazes
- Élisabeth-Charlotte duchesse d'Orléans, d'après Hyacinthe Rigaud
- Fénelon d'après Joseph Vivien
- François Paul de Neufville de Villeroy, archevêque, d'après Jean-Baptiste Santerre
- Cardinal Guillaume Dubois, ministre de l'État sous la Régence, d'après Hyacinthe Rigaud
- Isaac-Jacques de Verthamon de Chalucet, évêque de Couserans, d'après François de Troy
- Jacques-Bénigne Bossuet, évêque de Meaux, d'après Hyacinthe Rigaud[10]
- Jésus-Christ au jardin des oliviers, d'après Jean II Restout[11] : la dernière gravure de Pierre Imbert, réalisée quelques mois avant sa mort, d'après Jean II Restout.
- Louis de La Vergne-Montenard de Tressan, archevêque de Rouen, d'après Charles André van Loo[12]
- Louis d'Orléans, d'après Charles Antoine Coypel
- Louise Adelaïde d'Orléans, abbesse de Chelles, d'après Pierre Gobert[13]
- Louis XV enfant et Minerve d'après Charles Antoine Coypel
- Marie-Clémentine Sobieska, reine d'Angleterre[14]
- Pierre-Nolasque Couvay d'après Robert Tournières[15]
- Rebecca recevant les présents des mains d'Eliezer d'après Charles Antoine Coypel[16]
- René Pucelle, Conseiller au Parlement, Abbé de Saint Leonard de Corbigny, d'après Hyacinthe Rigaud[17]
- La Résurrection d’après Jean André[18]
- Samuel Bernard, chevalier de l'ordre de Saint-Michel, comte de Coubert, d'après Hyacinthe Rigaud[19]

Gravures de Pierre Imbert Drevet
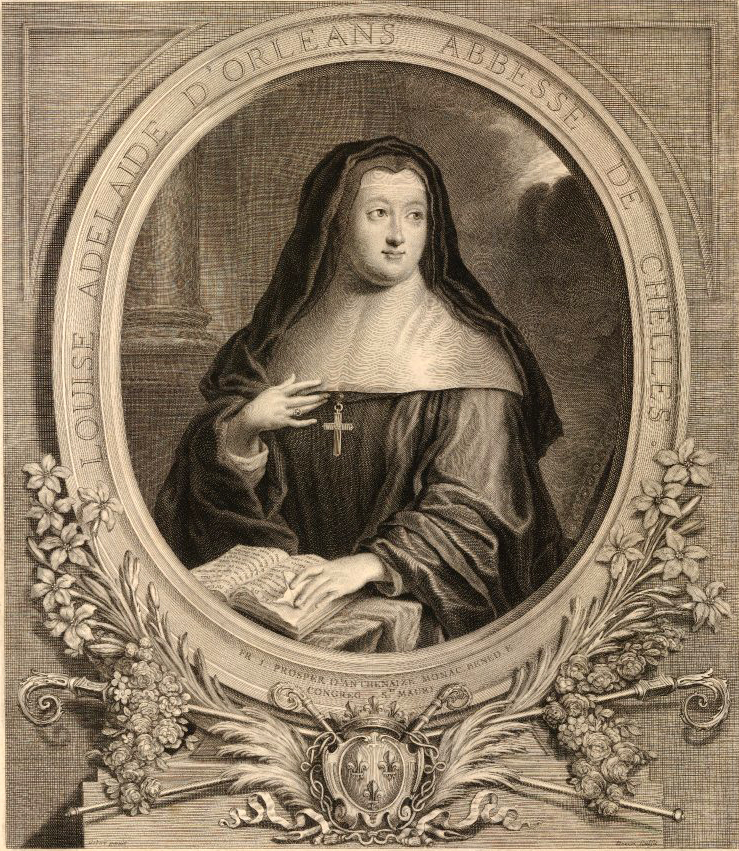
Louise Adélaïde d'Orléans
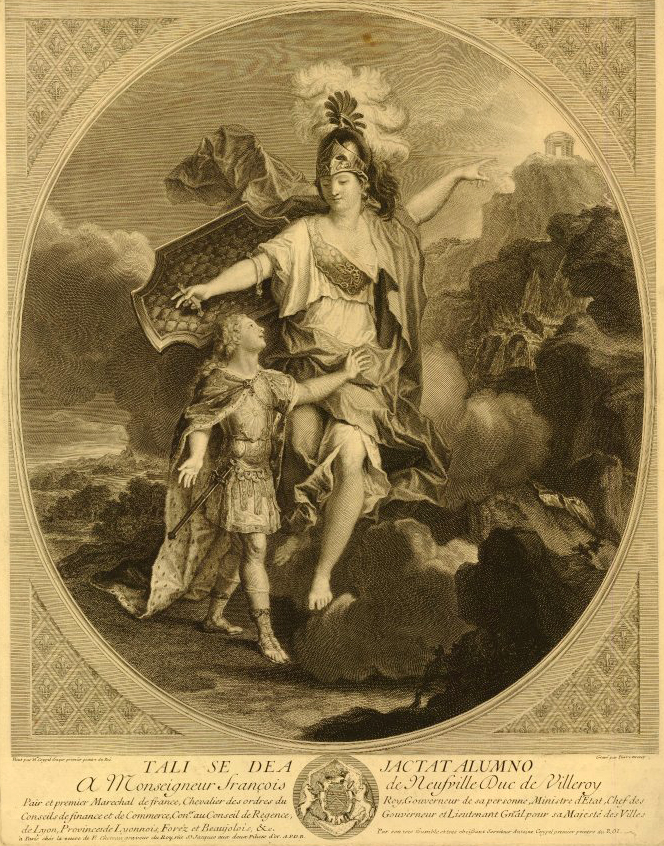
Louis XV enfant et Minerve
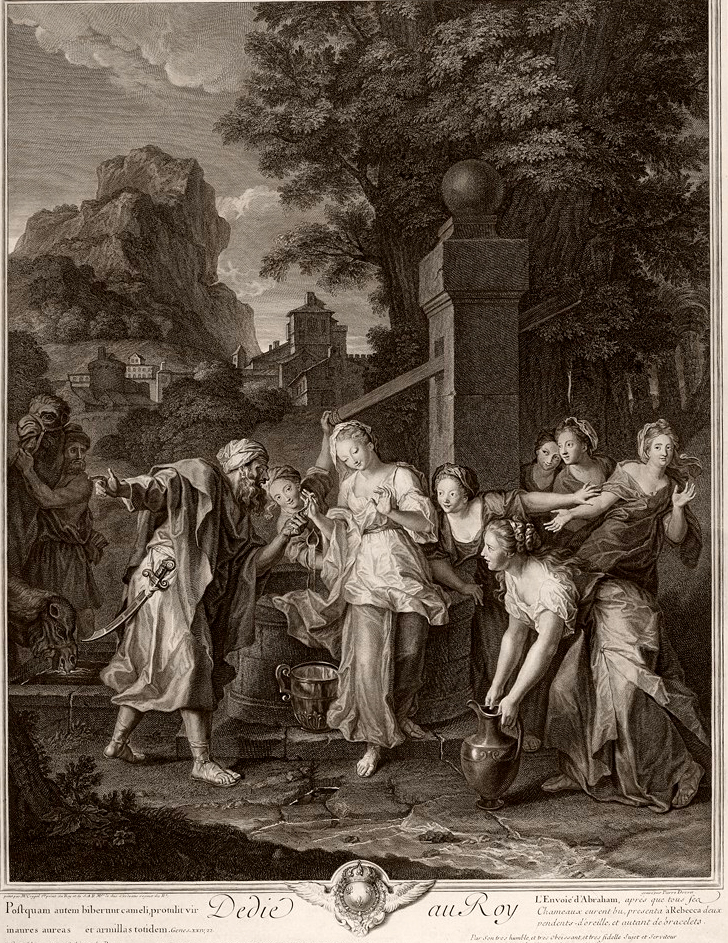
Rebecca recevant les présents des mains d'Eliezer
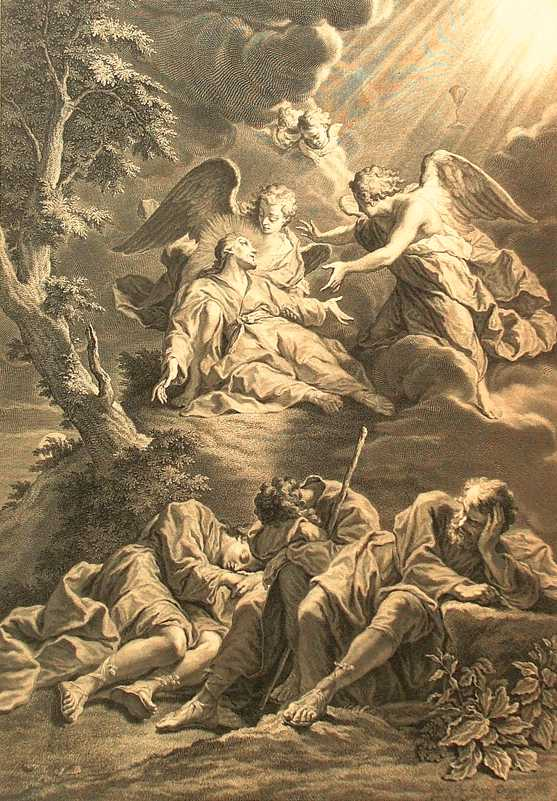
Le Christ au jardin des oliviers
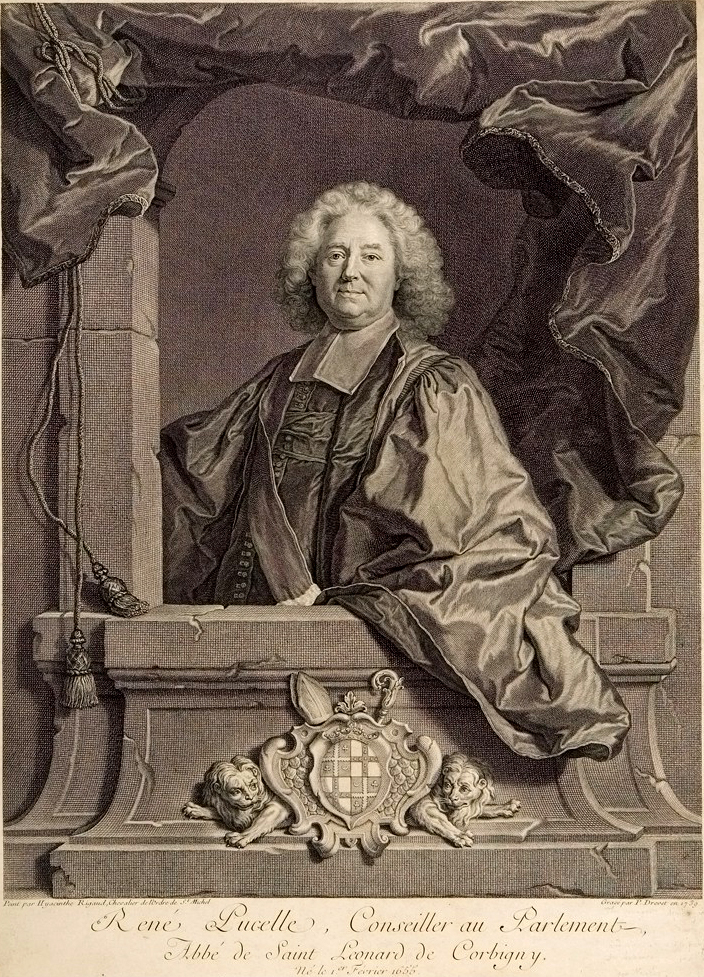
René Pucelle
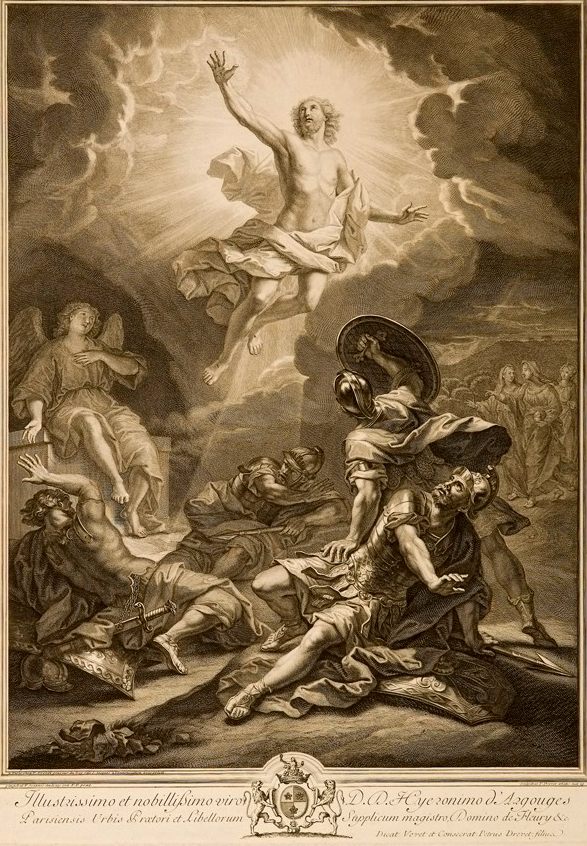
La résurrection du Christ
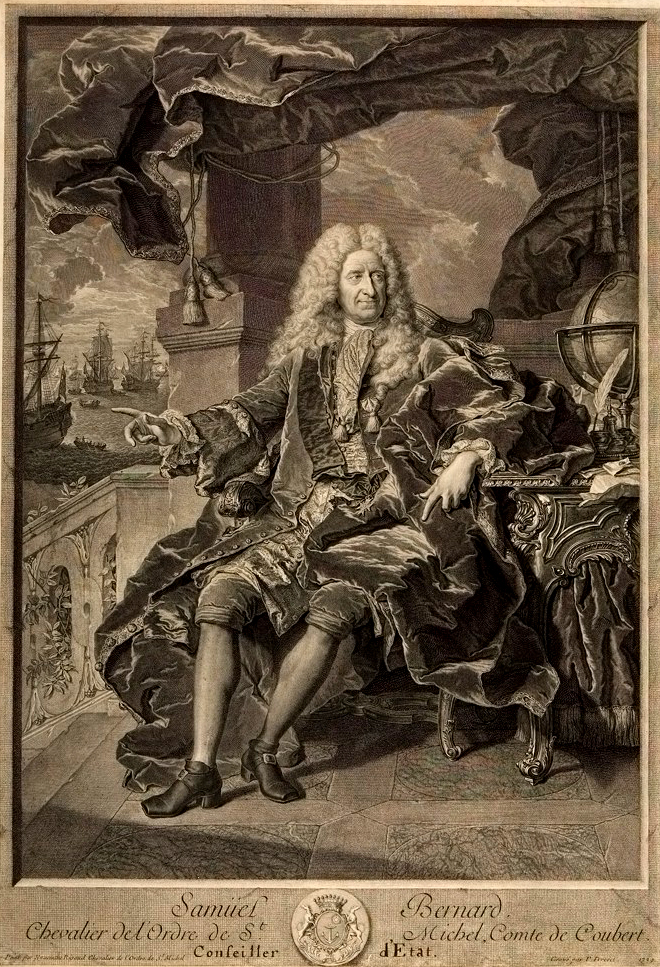
Samuel Bernard